# Język totonac
Język totonac, język totonacki – makrojęzyk obejmujący 9 głównych, niekiedy wzajemnie w dużej mierze niezrozumiałych dialektów/języków używanych przez około 280 tysięcy Indian Totonaków w meksykańskich stanach Puebla, Veracruz i Hidalgo. Wraz z językiem tepehua należy do rodziny totonackiej. Wykazuje pewne podobieństwa do języków majańskich. Niektóre z odmian są zagrożone wymarciem.